# نونان
النونان هو أحد الألكانات الهيدروكربونية، وله الصيغة البنائية الآتية : CH3(CH2)7CH3.

## وصلات خارجية
- شهادة بيانات أمان المواد – نونان
- NIOSH Material Safety شهادة بيانات - نونان